# Puchar Włoch w rugby union mężczyzn (2012/2013)
Puchar Włoch w rugby union mężczyzn (2012/2013) – dwudziesta piąta edycja Pucharu Włoch mężczyzn w rugby union, a trzecia zorganizowana pod nazwą Trofeo Eccellenza. Zarządzane przez Federazione Italiana Rugby zawody odbywały się w dniach 14 października 2012 – 17 marca 2013 roku.
Zaplanowany na 24 lutego finał rozgrywek ze względu na wybory parlamentarne został przełożony na 17 marca po uzgodnieniu obu klubów i uzyskaniu zgody FIR. W transmitowanym w stacji Cremona1 meczu rozegranym na Stadio Luigi Zaffanella w Viadanie gospodarze pokonali stołeczny SS Lazio.

## System rozgrywek
Do rozgrywek przystąpiło osiem zespołów najwyższej klasy rozgrywkowej, które w tym sezonie nie występowały w European Challenge Cup. Zostały one podzielone na dwie grupy po cztery drużyny. Rozgrywki prowadzone były w pierwszej fazie systemem ligowym według modelu dwurundowego w terminach, w których odbywały się mecze ECC. Do drugiej fazy rozgrywek awansowali zwycięzcy grup, którzy na neutralnym stadionie rozegrali mecz o puchar kraju.
Spotkanie pomiędzy zespołami Petrarca i Crociati, początkowo przełożone ze względu na niesprzyjające warunki atmosferyczne, ostatecznie nie odbyło się na prośbę zespołów zaakceptowaną przez FIR z uwagi na fakt braku jego wpływu na końcowy układ tabeli.

## Faza grupowa

### Grupa A
| 14 października 2012 16:00 | San Donà       | 19 – 40 | Petrarca | Stadio Romolo Pacifici, San Donà di Piave Widzów: 600 |
| 14 października 2012 16:00 | (5-22) Relacja |         |          | Stadio Romolo Pacifici, San Donà di Piave Widzów: 600 |

| 14 października 2012 16:00 | Viadana       | 31 – 3 | Crociati | Stadio Luigi Zaffanella, Viadana Widzów: 812 |
| 14 października 2012 16:00 | (9-3) Relacja |        |          | Stadio Luigi Zaffanella, Viadana Widzów: 812 |

| 20 października 2012 16:00 | Petrarca       | 12 – 16 | Viadana | Centro Sportivo Memo Geremia, Padwa Widzów: 1100 |
| 20 października 2012 16:00 | (0-13) Relacja |         |         | Centro Sportivo Memo Geremia, Padwa Widzów: 1100 |

| 20 października 2012 16:00 | Crociati       | 23 – 20 | San Donà | Stadio Nando Capra, Noceto Widzów: 250 |
| 20 października 2012 16:00 | (13-6) Relacja |         |          | Stadio Nando Capra, Noceto Widzów: 250 |

| 8 grudnia 2012 15:00 | Petrarca | odwołany | Crociati |  |
| 8 grudnia 2012 15:00 |          |          |          |  |

| 9 grudnia 2012 15:00 | Viadana        | 35 – 17 | San Donà | Stadio Luigi Zaffanella, Viadana Widzów: 650 |
| 9 grudnia 2012 15:00 | (21-7) Relacja |         |          | Stadio Luigi Zaffanella, Viadana Widzów: 650 |

| 15 grudnia 2012 15:00 | San Donà       | 14 – 17 | Viadana | Stadio Romolo Pacifici, San Donà di Piave |
| 15 grudnia 2012 15:00 | (7-17) Relacja |         |         | Stadio Romolo Pacifici, San Donà di Piave |

| 15 grudnia 2012 15:00 | Crociati       | 6 – 22 | Petrarca | Stadio XXV Aprile, Parma Widzów: 200 |
| 15 grudnia 2012 15:00 | (6-17) Relacja |        |          | Stadio XXV Aprile, Parma Widzów: 200 |

| 12 stycznia 2013 15:00 | Petrarca       | 52 – 0 | San Donà | Centro Sportivo Memo Geremia, Padwa Widzów: 600 |
| 12 stycznia 2013 15:00 | (35-0) Relacja |        |          | Centro Sportivo Memo Geremia, Padwa Widzów: 600 |

| 13 stycznia 2013 15:00 | Crociati       | 0 – 26 | Viadana | Stadio Nando Capra, Noceto Widzów: 350 |
| 13 stycznia 2013 15:00 | (0-14) Relacja |        |         | Stadio Nando Capra, Noceto Widzów: 350 |

| 19 stycznia 2013 15:00 | Viadana       | 17 – 14 | Petrarca | Stadio Luigi Zaffanella, Viadana Widzów: 800 |
| 19 stycznia 2013 15:00 | (8-3) Relacja |         |          | Stadio Luigi Zaffanella, Viadana Widzów: 800 |

| 19 stycznia 2013 15:00 | San Donà       | 17 – 13 | Crociati | Stadio Romolo Pacifici, San Donà di Piave Widzów: 300 |
| 19 stycznia 2013 15:00 | (10-6) Relacja |         |          | Stadio Romolo Pacifici, San Donà di Piave Widzów: 300 |

### Grupa B
| 13 października 2012 16:00 | Fiamme Oro     | 21 – 18 | SS Lazio | Caserma S. Gelsomini, Rzym Widzów: 550 |
| 13 października 2012 16:00 | (10-9) Relacja |         |          | Caserma S. Gelsomini, Rzym Widzów: 550 |

| 14 października 2012 16:00 | Reggio         | 14 – 23 | L’Aquila | Impianto sportivo Canalina, Reggio nell’Emilia Widzów: 300 |
| 14 października 2012 16:00 | (6-10) Relacja |         |          | Impianto sportivo Canalina, Reggio nell’Emilia Widzów: 300 |

| 20 października 2012 16:00 | SS Lazio       | 41 – 22 | Reggio | Centro sportivo Giulio Onesti, Rzym Widzów: 350 |
| 20 października 2012 16:00 | (29-3) Relacja |         |        | Centro sportivo Giulio Onesti, Rzym Widzów: 350 |

| 21 października 2012 16:00 | L’Aquila       | 22 – 30 | Fiamme Oro | Stadio Tommaso Fattori, L’Aquila Widzów: 500 |
| 21 października 2012 16:00 | (12-8) Relacja |         |            | Stadio Tommaso Fattori, L’Aquila Widzów: 500 |

| 8 grudnia 2012 15:00 | Reggio         | 12 – 16 | Fiamme Oro | Impianto sportivo Canalina, Reggio nell’Emilia Widzów: 300 |
| 8 grudnia 2012 15:00 | (0-16) Relacja |         |            | Impianto sportivo Canalina, Reggio nell’Emilia Widzów: 300 |

| 16 stycznia 2013 15:00 | L’Aquila       | 10 – 22 | SS Lazio | Stadio Tommaso Fattori, L’Aquila |
| 16 stycznia 2013 15:00 | (0-17) Relacja |         |          | Stadio Tommaso Fattori, L’Aquila |

| 15 grudnia 2012 15:00 | Fiamme Oro     | 50 – 7 | Reggio | Caserma S. Gelsomini, Rzym Widzów: 100 |
| 15 grudnia 2012 15:00 | (36-7) Relacja |        |        | Caserma S. Gelsomini, Rzym Widzów: 100 |

| 15 grudnia 2012 14:30 | SS Lazio       | 22 – 3 | L’Aquila | Centro sportivo Giulio Onesti, Rzym Widzów: 100 |
| 15 grudnia 2012 14:30 | (17-3) Relacja |        |          | Centro sportivo Giulio Onesti, Rzym Widzów: 100 |

| 12 stycznia 2013 15:00 | SS Lazio       | 32 – 3 | Fiamme Oro | Centro sportivo Giulio Onesti, Rzym Widzów: 350 |
| 12 stycznia 2013 15:00 | (18-3) Relacja |        |            | Centro sportivo Giulio Onesti, Rzym Widzów: 350 |

| 12 stycznia 2013 15:00 | L’Aquila       | 41 – 7 | Reggio | Stadio Tommaso Fattori, L’Aquila Widzów: 200 |
| 12 stycznia 2013 15:00 | (20-0) Relacja |        |        | Stadio Tommaso Fattori, L’Aquila Widzów: 200 |

| 19 stycznia 2013 15:00 | Reggio          | 21 – 34 | SS Lazio | Impianto sportivo Canalina, Reggio nell’Emilia Widzów: 200 |
| 19 stycznia 2013 15:00 | (14-13) Relacja |         |          | Impianto sportivo Canalina, Reggio nell’Emilia Widzów: 200 |

| 19 stycznia 2013 15:00 | Fiamme Oro     | 32 – 0 | L’Aquila | Caserma S. Gelsomini, Rzym Widzów: 350 |
| 19 stycznia 2013 15:00 | (27-0) Relacja |        |          | Caserma S. Gelsomini, Rzym Widzów: 350 |

## Finał
| 17 marca 2013 15:00 | Viadana         | 25 – 21 | SS Lazio | Stadio Luigi Zaffanella, Viadana Widzów: 2000 Sędzia: Stefano Traversi |
| 17 marca 2013 15:00 | (13-11) Relacja |         |          | Stadio Luigi Zaffanella, Viadana Widzów: 2000 Sędzia: Stefano Traversi |